# Retrato de Irene

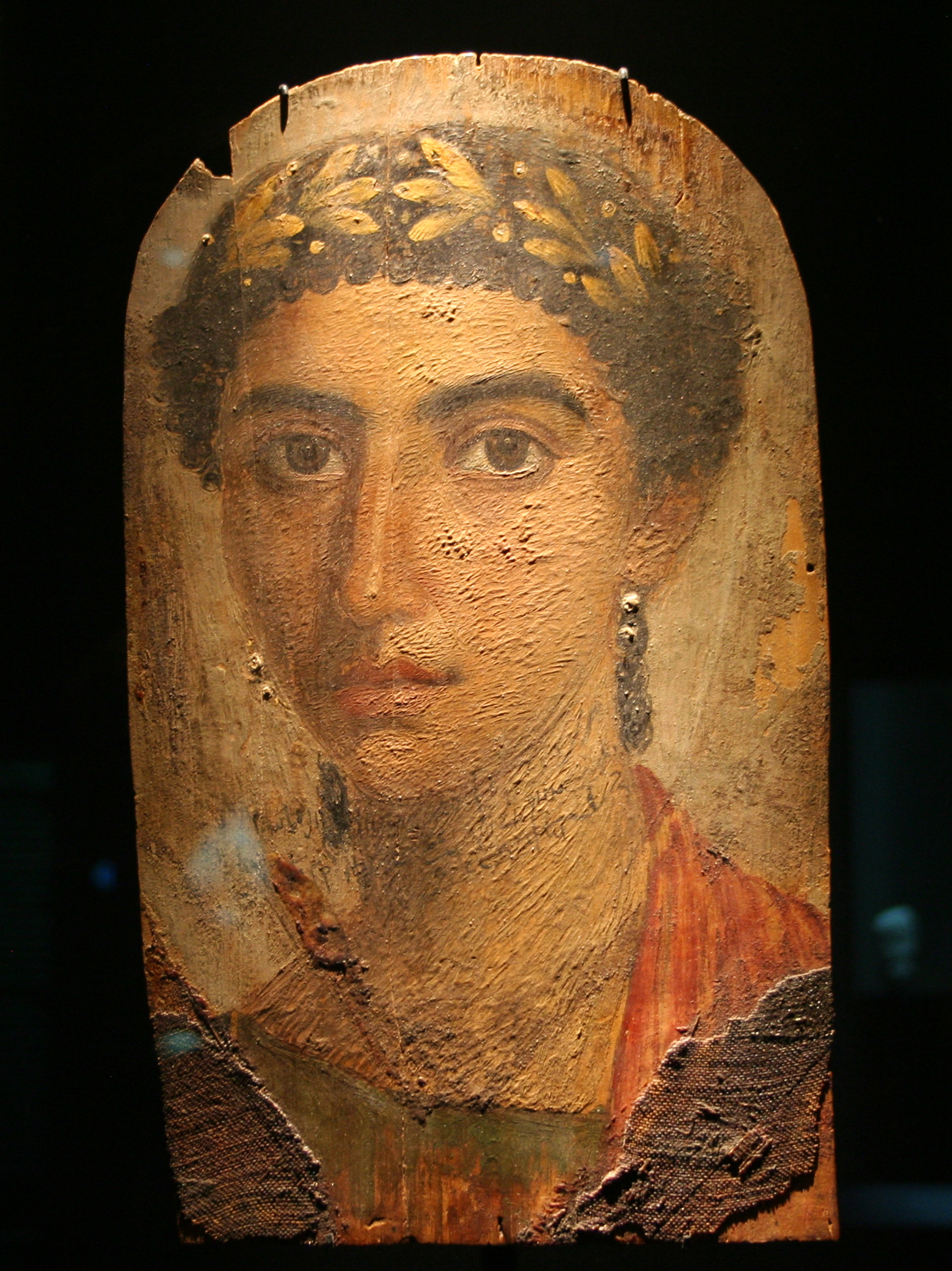
Retrato en el Landesmuseum Württemberg, Stuttgart.

El retrato de Irene es un retrato funerario egipcio de estilo naturalista de mediados del siglo I d. C. El artefacto es único debido a su extensa inscripción en escritura demótica. 
Al igual que otros retratos de momias propios del Egipto romano, fue pintado en un panel de madera de tilo de un milímetro de grosor utilizando la técnica de la encáustica. El panel se corta en semicírculo en la parte superior aproximándose a la forma de la cabeza del retrato. Se integraba en la mortaja, sobre la cabeza de la momia, y aun se pueden ver restos del vendaje a nivel de las clavículas. La tabla mide 37,2 cm de alto por 22,2 cm de ancho. El busto de una mujer joven se muestra en una vista frontal, con la cabeza ligeramente hacia la izquierda desde la perspectiva del espectador. Lleva una corona de laurel de oro en el pelo. El cabello corto está retorcido en rizos muy finos y pequeños. Los grandes ojos debajo de las cejas gruesas, así como los labios estrechos y llenos apenas muestran emoción, dando la impresión de desapego. Irene lleva pendientes de plata largos en las orejas toscamente trabajadas. La nariz es bastante larga y da la impresión de una cara algo alargada y estrecha. Los hombros están cubiertos con una túnica marrón rojiza. 
La placa lleva una inscripción demótica de tres líneas, escrita directamente sobre el retrato, debajo del mentón a través del cuello y más allá: “Irene, hija de Silvanos, su madre es Senpnoutis. Que su alma viva ante Osiris-Sokaris, el gran dios, el señor de Abidos, para siempre. “  La lectura, especialmente sobre el nombre del padre, es incierta. Es la única inscripción demótica conocida en un retrato de momia, mientras que las inscripciones demóticas en las llamadas 'etiquetas de momia' son comunes. Todos los demás retratos de momias conocidos y etiquetados, sin embargo, tienen inscripciones en griego. La escritura demótica todavía se usó ampliamente hasta la primera mitad del siglo primero, y luego solo para textos religiosos de manera decreciente hasta su desaparición en el siglo tercero. Cabe señalar que el retrato de la momia data de los años 40 del primer siglo y, por lo tanto, es una de las primeras imágenes de este tipo y tiene una etiqueta con una referencia religiosa. 
El panel muestra la intensa penetración de las influencias culturales egipcias, helenísticas y romanas entre la élite del Egipto romano. El nombre Irene es griego, posiblemente romano el del padre (una adaptación griega del nombre latino Silvano) y egipcio - teóforo el de la madre, las deidades invocadas son egipcias, el estilo del retrato, peinado y joyas son típicamente romanos. Muy pocos retratos de momias tienen inscripciones, y si las tienen, en su mayoría solo el nombre o el oficio, pero no más información. No se conoce por tanto más información sobre Irene, pero probablemente provenía de una familia étnicamente mixta, grecoegipcia, de clase media alta o alta. 
Aunque el retrato parece mostrar características muy individuales, algunos investigadores suponen que no se trata de un retrato concreto de la difunta Irene, sino de un producto en serie adaptado individualmente por un artesano especializado en tales trabajos. Otros investigadores, por otro lado, suponían que este tipo de imágenes fueron creadas en vida y luego se guardaban y exhibían en casa hasta que se producía el funeral, lo que hablaría de mucha más individualidad. Esta teoría tradicional fue refutada cuando análisis mediante tomografía computerizada (TAC) confirmaron que los cuerpos se correspondían con la edad representada en su efigie, retratos además integrados en la propia envoltura funeraria. 
El retrato de Irene proviene de la colección de Ernst Sieglin y ahora forma parte de la colección de antigüedades del Landesmuseum Württemberg con el número de inventario 7.2. La ubicación original es desconocida.